# Chefaro

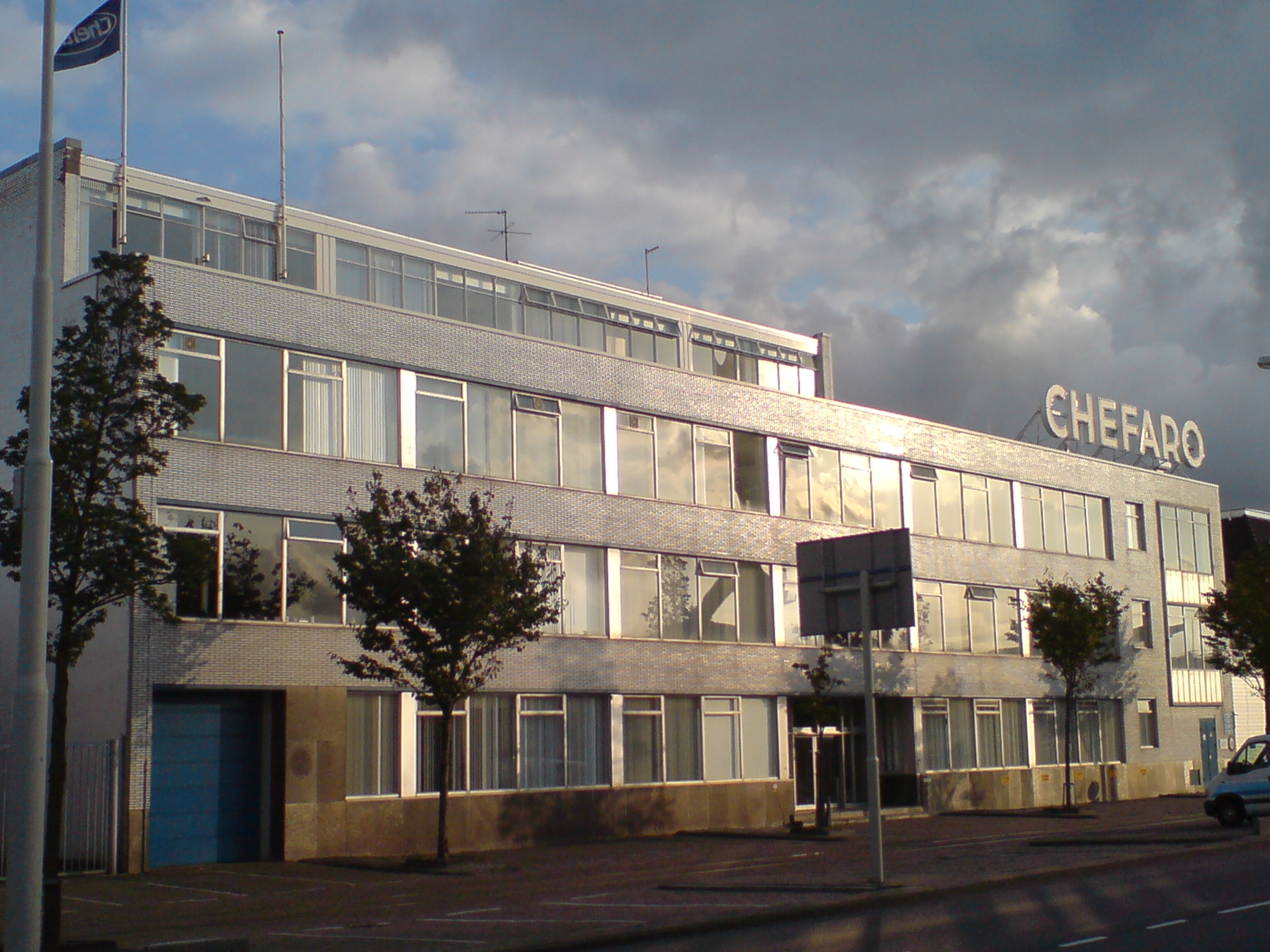
Chefaro in 2007, destijds gevestigd aan de Keileweg, Rotterdam.

Chefaro (oftewel: Chemische fabriek Rotterdam) was een Nederlands farmaceutisch bedrijf met zijn belangrijkste vestiging in Rotterdam. Chefaro was de grootste fabrikant van zelfzorgproducten en vrij verkrijgbare geneesmiddelen in Nederland. Het bedrijf ontwikkelde bekende producten zoals "Davitamon", "Azaron" en "Predictor".
Per 2001 werd het bedrijf een deel van de aan de beurs genoteerde Belgische onderneming Omega Pharma. In 2012 werd de fabriek in Rotterdam gesloten en de productie verplaatst naar Oostenrijk. Ook hield het bedrijf op om de producten onder de naam Chefaro te verkopen.

## Geschiedenis
De 'NV Chefaro' werd in 1933 opgericht door de heer Kleijn. Onder zijn leiding begon het bedrijf met de productie van artikelen speciaal bedoeld voor verkoop door drogisten. Pijnstillers op basis van paracetamol en acetylsalicylzuur waren de eerste vorm van artikelen die werden geproduceerd en verkocht door dit bedrijf. In de Tweede Wereldoorlog begon het bedrijf noodgedwongen met de productie van zoetstoftabletten, dit vanwege tekorten aan bepaalde grondstoffen. Na de Tweede Wereldoorlog groeide het bedrijf sterk door voortdurende uitbreiding van producten op het gebied van receptvrije medicijnen.
Omstreeks 1949 nam Chefaro de firma van Hasselt over, waarvan de vestiging tot 1977 bestaan heeft.
In 1965 nam Chefaro de firma Akker (bekend van het nepmiddeltje "abdijsiroop", een mengsel van suiker en kaneel dat ooit werd aangeprezen als elixer tegen de Spaanse griep) en zeepfabriek De vergulde Hand over. Vervolgens fuseerde het in 1969 met respectievelijk Koninklijke Zwanenberg Organon en Algemene Kunstzijde Unie, waardoor de organisatie AKZO ontstond. In 1994 kwam hier nog het van oorsprong Zweedse bedrijf Nobel Industries bij wat resulteerde in de internationale organisatie AkzoNobel. Chefaro werd binnen deze organisatie verantwoordelijk voor de verkoop en distributie van farmaceutische producten waarbij geen recept noodzakelijk was. Hierdoor groeide het bedrijf in de jaren ’70 van de 20e eeuw uit tot specialist en marktleider voor receptvrije medicijnen. Zo was het o.a. verantwoordelijk voor de introductie van 's werelds eerste zwangerschapstest voor thuisgebruik.
Eind 1999 besloot AkzoNobel het bedrijf Chefaro af te stoten waarna het in 2001 werd overgenomen door Omega Pharma (een internationale onderneming die zich richt op de ontwikkeling en verkoop van zelfzorgproducten). Ook Samenwerkende Apothekers Nederland (SAN) en Tendem werden achtereenvolgens door Omega Pharma aangekocht en onder de verantwoordelijkheid van Chefaro Nederland geplaatst. Hierdoor was Chefaro de grootste organisatie binnen de Nederlandse zelfzorgmarkt. Na overname van Biodermal breidde Chefaro zich uit naar een nieuw marktsegment, die van de cosmetica.
In juni 2011 kwam het persbericht naar buiten dat Omega Pharma de fabriek van Chefaro in Rotterdam ging sluiten en de productie ging verplaatsen naar een zusteronderneming in Feldkirchen, Oostenrijk, hetgeen gerealiseerd werd in 2012. Ook hield de naam "Chefaro" op te bestaan waaronder de bij dit bedrijf geproduceerde producten werden verkocht. Als onderdeel van de Omega Pharma-groep heeft Chefaro Nederland BV sinds 1 juni 2011 een nieuwe naam: Omega Pharma Nederland B.V.

## Vestigingen
De productie, inkoop, administratie en het laboratorium van Chefaro bevonden zich voorheen aan de Keileweg in het bedrijvenpark Nieuw-Mathenesse. De overgebleven afdelingen marketing en verkoop van Omega Pharma Nederland bevinden zich op de Kralingseweg in Rotterdam.